# Layonel Figueroa
Layonel Figueroa Prado (Jorochito, Bolivia, 6 de julio de 1999) es un futbolista boliviano que se desempeña como delantero y su equipo actual es Real Tomayapo de la Primera División de Bolivia.

## Clubes
| Club            | País    | Año               |
| --------------- | ------- | ----------------- |
| Royal Pari      | Bolivia | 2018 - 2021       |
| Guabirá         | Bolivia | 2022              |
| Nacional Potosí | Bolivia | 2023              |
| Guabirá         | Bolivia | 2023 - 2024       |
| Real Tomayapo   | Bolivia | 2024 - Actualidad |